# Chant XII de l'Enfer
Le Chant XII de l'Enfer est le onzième chant de l'Enfer de la Divine Comédie du poète florentin Dante Alighieri. Il se déroule sur le bord du septième cercle, sur le fleuve Phlégéthon, où sont punis les violents envers leur prochain ; nous sommes à l'aube du 9 avril 1300 (samedi saint), ou selon d'autres commentateurs du 26 mars 1300.

## Thèmes et contenus

### Glissement de terrain et Minotaure: versets 1-45
Dante et Virgile se sont arrêtés un moment avant de pénétrer dans la fosse de l'Enfer inférieur, juste le temps de s'habituer à la souillure et d'expliquer la structure de l'Enfer. Au début de ce chant, ils reprennent leur voyage et regardent un glissement de terrain, qui rappelle à Dante une « ruine » similaire à  l'« Adice percosse » près de Trente, appelée les Lavini di Marco, près de Rovereto, faisant écho à un passage d'Alberto Magno (De meteoris III, 6) qui a probablement inspiré Dante, plutôt qu'une expérience directe du lieu, peu probable pour les premières années d'exil pendant lesquelles l'Enfer a été écrit. Le poète note comment, aussi abrupte soit-elle, il est possible de la descendre.
Une nouvelle interprétation identifie la « ruine » avec le glissement de terrain de Calliano, plus proche de Trente et du fleuve Adige (Zengio Ross près de Castel Pietra).

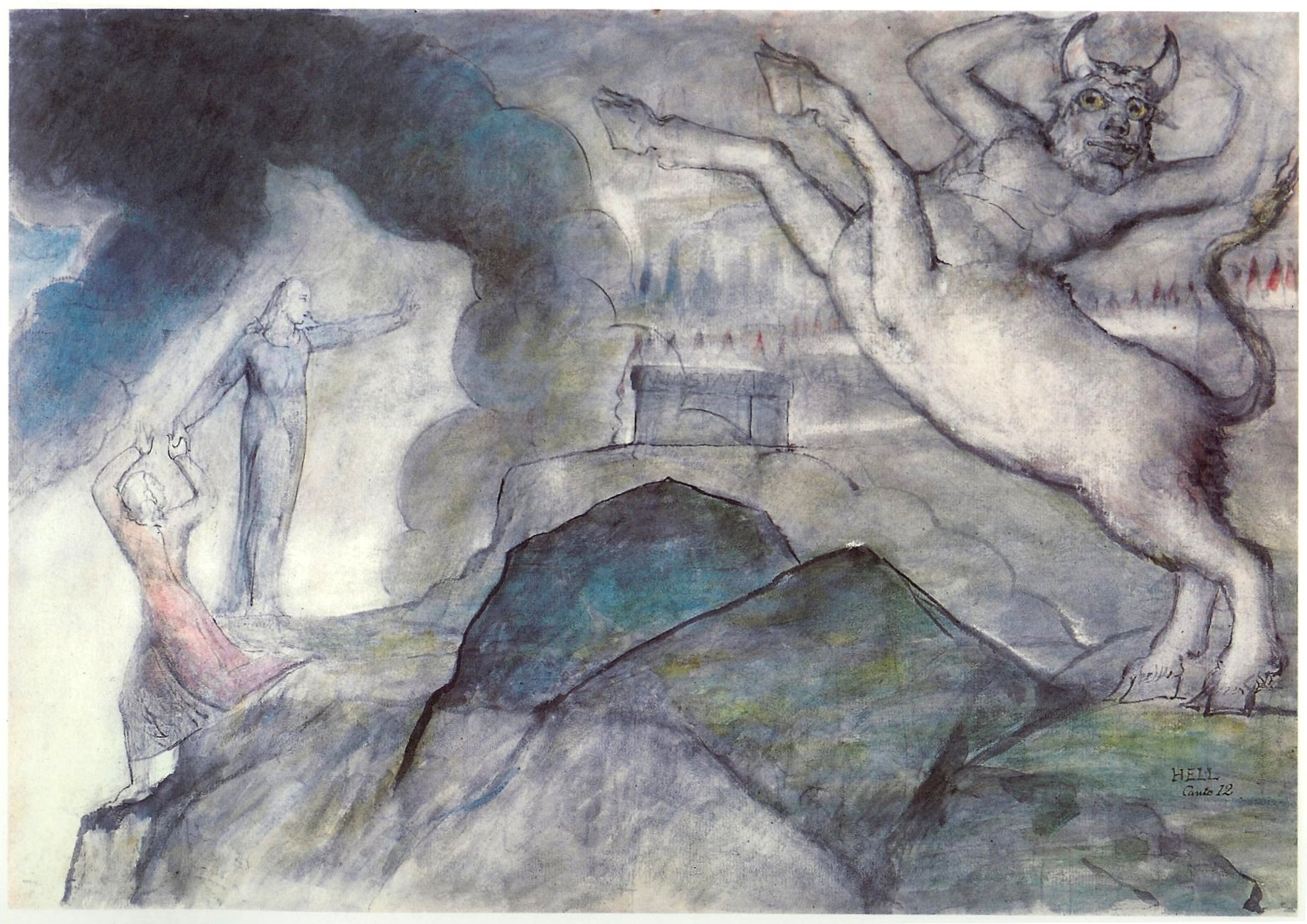
La rencontre avec le Minotaure, illustration de William Blake.

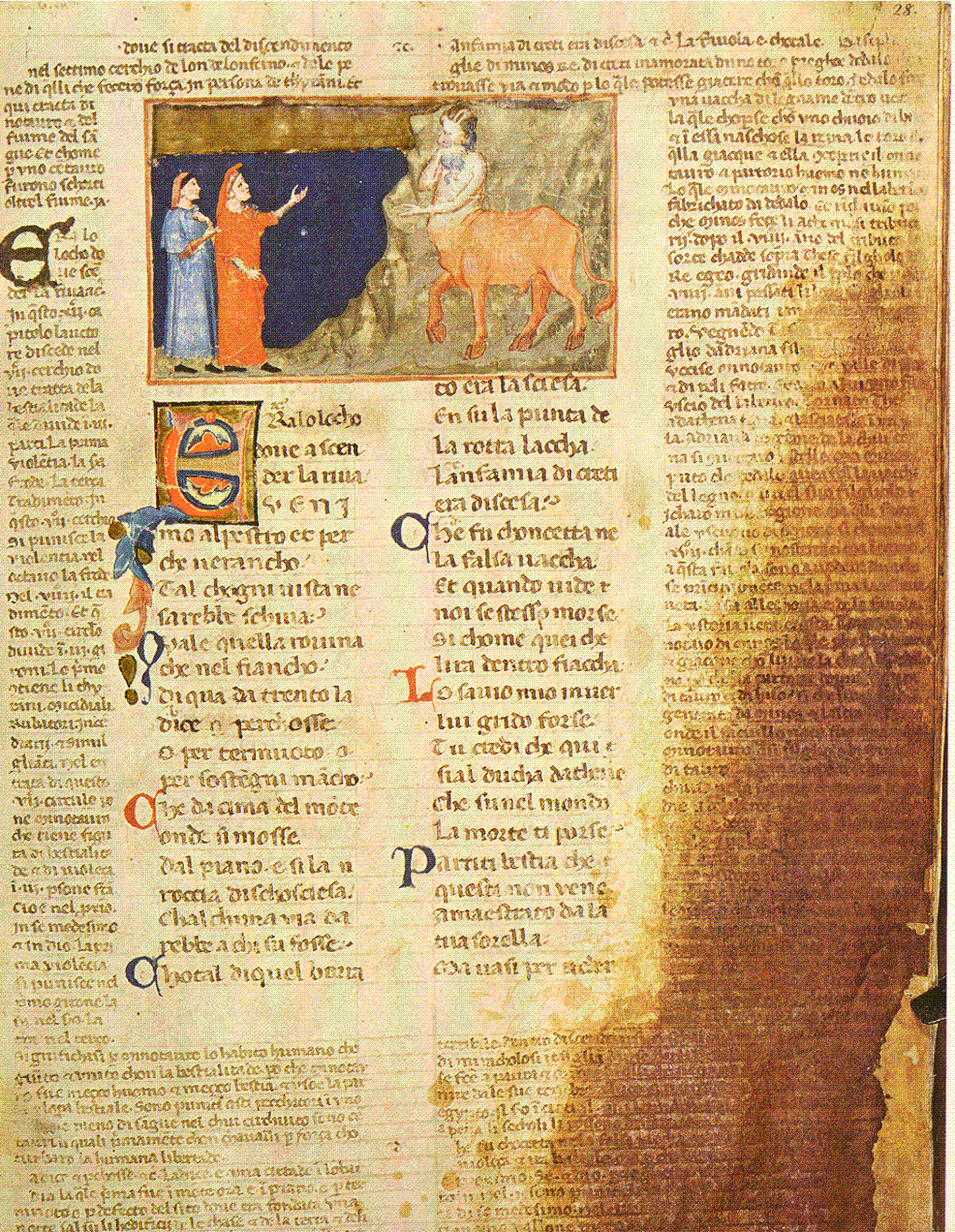
Le Minotaure, anonyme florentin de la seconde moitié du XIVe siècle.

Anticipé quelques vers plus tôt (en paraphrasant, « nous sommes arrivés au bord d'un glissement de terrain où nous avons vu quelque chose que personne ne voudrait voir  » ( ch'ogne vista ne sarebbe schiva verset 3), le poète décrit maintenant « l'infamie de Crète » qui se tient au bout du précipice (la rotta lacca verset 11) et a été conçue dans une « fausse vache ». Il s'agit du légendaire Minotaure, dont Dante reprend certains traits de la mythologie classique, en s'inspirant notamment de l'Ars amatoria d'Ovide :Pasiphaé, épouse de Minos, s'était éprise d'un taureau à la suite d'une malédiction de Poséidon et, pour se faire posséder, elle fit construire une génisse en bois à l'intérieur de laquelle elle conçut le monstre Minotaure ; enfermé dans le labyrinthe de Cnossos, il fut tué par Thésée (que Dante appelle « duc d'Athènes » car il est le fils de la reine athénienne), avec l'aide d'Ariane.
Le monstre est décrit comme étant écrasé par sa propre colère, ce qui l'amène à se mordre comme le faisaient les hommes en colère dans le Styx. Virgile l'appâte en lui adressant des paroles moqueuses : « Que crois-tu que le duc d'Athènes soit ici ? Déplace-toi, qu'ici ta sœur n'y soit pour rien, il (Dante) ne vient que pour voir les peines » (paraphrase versets 16-21). La bête devient grotesquement encore plus enragée, mais, comme les taureaux qui bondissent après avoir reçu un coup mortel, elle ne peut que se débattre dans tous les sens, alors que Virgile lui suggère de s'enfuir en courant.
D'après la description sommaire de Dante et l'imprécision de sa source (Ovide), on pense que Dante l'a imaginé à l'opposé de la figure que nous connaissons, c'est-à-dire avec un corps bovin surmonté d'une tête (ou torse) humaine.
L'épisode de la bestialité irrationnelle du Minotaure est mis en contraste avec l'épisode ultérieur de la rencontre avec les Centaures.
Dante ne manque pas de souligner combien sa lourde silhouette d'homme vivant est la seule à pouvoir déplacer les pierres et les cailloux qui roulent. Virgile raconte ensuite que ce glissement de terrain n'était pas là lorsqu'il est descendu pour la première fois dans l'Enfer. Il fait référence à ce qu'il a raconté dans le Chant IX, lorsqu'il a décrit comment la sorcière Érichtho l'a forcé à se rendre dans le cercle le plus bas de l'enfer pour invoquer l'âme d'un traître du cercle de Judas. L'épisode trouve son origine chez Lucan, mais l'implication de Virgile est un stratagème purement dantesque pour expliquer la connaissance de l'Enfer par Virgile-guide. Si le voyage imaginaire de Virgile s'est déroulé peu après sa mort (V c. IX v 25), c'est-à-dire peu après 19 av. J.-C., il n'a pas pu voir l'éboulement, qui s'est produit lors du tremblement de terre qui a secoué l'Enfer après la mort du Christ (33 apr. J.-C. Virgile dit qu'il l'a ressentie juste avant «  celui que la grande proie a élevé à Dite du cercle céleste  », c'est-à-dire que le Christ (jamais mentionné aux Enfers) est descendu aux Limbes pour emmener au ciel les patriarches de l'Ancien Testament et que la secousse lui a fait penser que l'amour universel s'est retourné en chaos, citant les doctrines philosophiques d'Empédocle.

### Le Phlégéton et les Centaures: versets 46-99

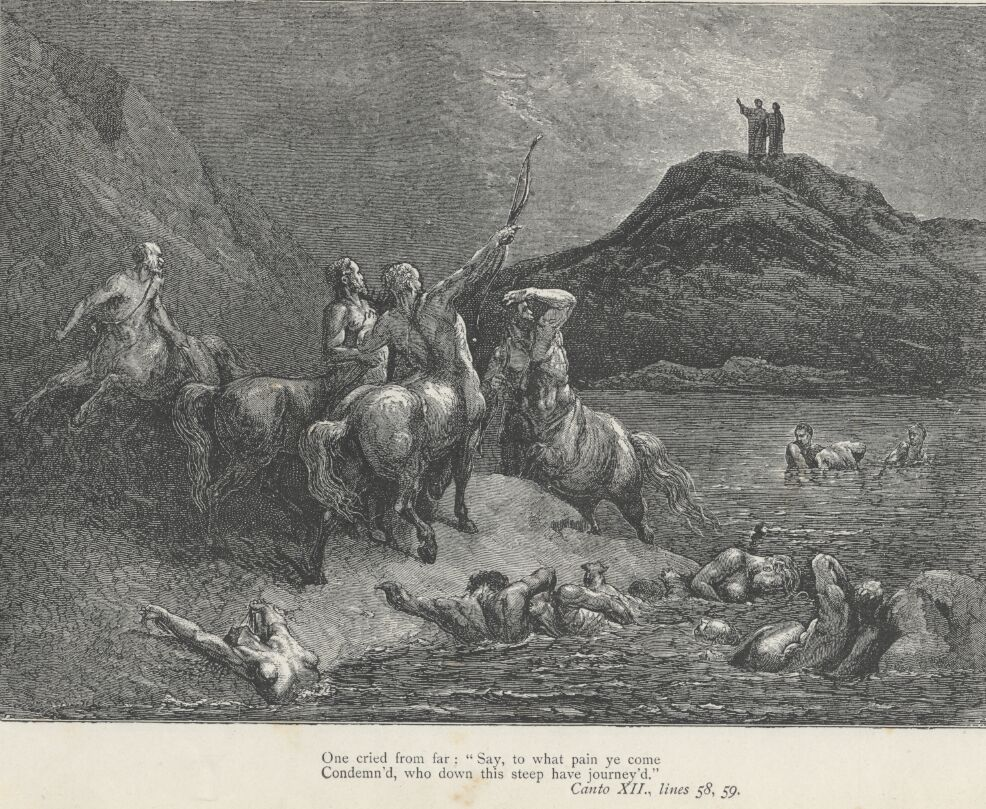
Les Centaures aperçoivent les deux Voyageurs, illustration de Gustave Doré.

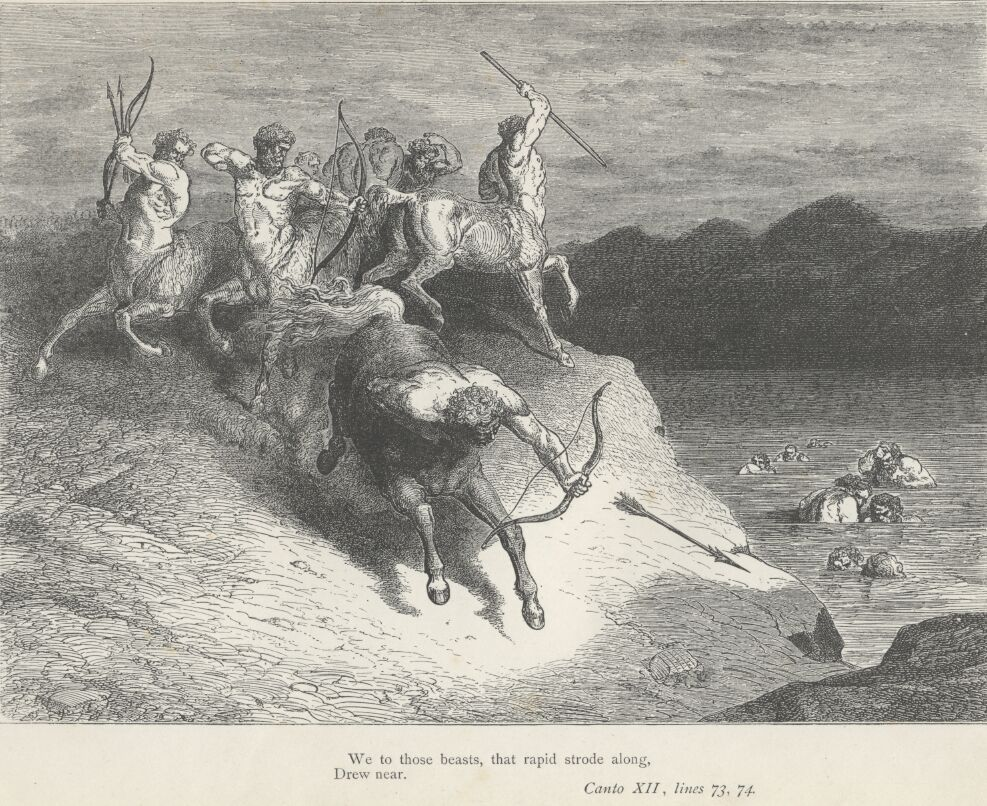
Les Centaures gardant les Damnés dans le Phlégétonte, illustration de Gustave Doré.

Virgile indique ensuite à Dante le « fleuve de sang » où les violents envers leurs semblables sont bouillis. Dante a une exclamation de regret sur la façon dont la colère et la cupidité (qui n'est pas comprise ici comme une incontinence) poussent à des actes de violence qui sont ainsi punis pour l'éternité. Il décrit ensuite la fosse du lit de la rivière qui occupe toute la plaine et forme un arc, l'enfer étant fait de cercles concentriques, et voit entre l'extrémité de l'éboulement et la rive une foule de centaures armés de flèches, chassant comme ils avaient coutume de le faire dans le monde des vivants.
Les deux poètes sont à leur tour repérés par les centaures, qui s'approchent d'eux, arcs en main, et l'un d'eux (Nessus) leur intime de loin : « À quelle peine arrivez-vous qui descendez le chemin ? Dis-le tout de suite, sinon je te frappe avec des flèches ! ».
Virgile répond promptement qu'il veut parler, mais seulement avec Chiron, le plus sage des trois, reprochant à Nessos son impulsivité (mal fu la voglia tua così tosta verset 66), faisant allusion à sa chute amoureuse de Déjanire, la femme d'Hercule, avec une violence soudaine, et à sa tentative de l'enlever, pour laquelle il fut tué par ce dernier d'une flèche empoisonnée.
Alors que les deux poètes s'approchent d'eux, Virgile explique à Dante qui sont les trois centaures qui se sont écartés de la file d'attente : Nessos, qui est mort pour Déjanire mais s'est vengé ; Chiron, qui a engendré Achille ; et Pholos, qui était si plein de colère. Ceux-ci, poursuit Virgile, courent autour du fossé de la rivière et frappent toute âme du sang dans une mesure supérieure à ce que sa culpabilité exige (les différents niveaux d'immersion selon la culpabilité seront expliqués plus loin).
Entre-temps, les deux poètes se trouvent face à ces bêtes rapides (snelle en italien ancien signifiait rapide) et Chiron, avant de parler, rase sa longue barbe avec la pointe d'une flèche. Chiron prend alors la parole et dit à ses compagnons de remarquer que Dante est vivant car il fait bouger les cailloux sur lesquels il marche. Virgile, qui était déjà devant le centaure, près de l'endroit où la nature humaine et animale s'unissent (au niveau du ventre), explique que Dante est vivant et qu'il doit lui montrer « la vallée obscure »  par nécessité, et non par plaisir : Une telle (ici, il s'agit de Béatrice) lui a demandé de l'accompagner et aucun des deux n'est un voleur (en référence aux péchés punis dans ce cercle). Mais au nom de cette divinité qui l'a poussé à entreprendre ce voyage, Virgile demande à Chiron de leur accorder un de ces centaures dont ils sont proches (un provo), afin qu'il puisse porter Dante sur son dos et traverser le fleuve à gué, puisqu'il n'est pas un esprit qui peut voler. La préoccupation de Virgile est la nécessité de traverser le sang bouillant sans que Dante ne soit blessé, et cette fois l'expédient du passeur ne sera pas utilisé comme pour l'Achéron et le Styx.
Chiron accepte et les confie à Nessos, qui accepte volontiers la tâche, bien qu'il ne soit plus question que Dante monte ou descende du dos du centaure. L'obéissance et la grandeur des centaures (qui chez Dante est souvent synonyme de grandeur morale) s'opposent à la bestialité aveugle du Minotaure rencontré précédemment.

### Les Violents envers leur prochain: versets 100-139

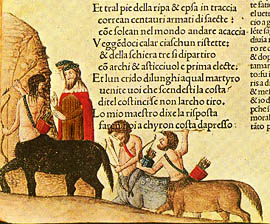
Les Centaures, anonyme nordique du XVIe siècle.

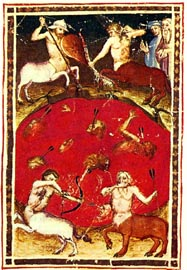
Le Phlégéthon, anonyme florentin à la Bibliothèque Vaticane (v. 1390-1400).

Nessos conduit les deux pèlerins lorsqu'ils entreprennent de traverser le fleuve de sang bouillant : Virgile reste à l'écart (« Que ce soit la première fois pour toi, et moi la seconde   », verset 114).
Le grand centaure commence par illustrer les âmes plongées « au bord », jusqu'aux yeux, les tyrans qui ont fait violence tant aux personnes qu'aux biens des personnes (la distinction entre les deux manières de faire violence à son prochain est le fondement de la punition). Ici, le centaure désigne Alexandre et Denys l'Ancien , tyran de Syracuse, qui a donné des années douloureuses à la Sicile (Cicilia).
Nessos signale ensuite une âme aux cheveux noirs, Ezzelino III da Romano, et une autre aux cheveux blonds, Obizzo II d'Este, qui a été tué per vero (réellement) par son beau-fils : Dante semble ici vouloir faire une révélation définitive sur des rumeurs incertaines à l'époque.
Ils arrivent ensuite à ceux qui sont immergés jusqu'à la gorge dans le bulicame, c'est-à-dire la source chaude (plus tard, ce terme sera utilisé comme nom propre d'une source près de Viterbe). Ici Nessos montre une ombre solitaire dans un coin (da l'un canto sola), celle qui a coupé dans le giron de Dieu le cœur qui coule encore  sur la Tamise. Cette périphrase complexe désigne Guy de Montfort : le 13 mars 1271, pour venger le meurtre de son père par le roi d'Angleterre, Henri III, il assassine de manière sanglante le cousin du roi, le doux Henri de Cornouailles, au cours d'une messe dans l'église San Silvestro à Viterbe, en présence de Philippe III de France et de Charles d'Anjou. Le crime est resté impuni (peut-être en raison de la complicité d'Anjou) et a suscité un grand scandale ; Giovanni Villani rappelle que le cœur d'Henri a ensuite été transporté en Angleterre et placé dans une urne en or sur une colonne du pont de Londres.
Plus tard, Dante en voit d'autres qui tendent le torse et d'autres qui ne font que tremper leurs pieds : comme Virgile l'a expliqué dans le Chant précédent, ce sont les voleurs et les petits délinquants. Les voleurs, qui volent avec la fraude au lieu de la violence, ne sont pas punis ici : une malebolgia leur est dédiée.
Nessos explique alors qu'à cet endroit, la profondeur de la rivière diminue, mais que de l'autre côté, elle redevient progressivement plus profonde, jusqu'à atteindre l'endroit où d'autres tyrans sont immergés. On y trouve Attila, Pyrrhus (probablement Pyrrhus Neoptolemus, plus improbable Pyrrhus roi d'Epire, loué dans De Monarchia) et Sextus, qui signifie probablement Sextus Pompée.
Il nomme également deux maraudeurs qui « ont fait tant de guerre sur les routes » : Rinieri da Corneto et Rinieri de' Pazzi di Valdarno. Entre-temps, Nessos a terminé la traversée : sans mentionner la montée/descente de Dante de sa croupe, il fait demi-tour et retraverse le gué en sens inverse.

## Contrapasso
Le contrapasso est coupé sur les meurtriers et s'étend par analogie à tous les autres pécheurs punis ici : eux qui étaient avides du sang des autres, se trouvent maintenant immergés dans celui-ci.